# 石井兼清
石井 兼清（いしい かねきよ）は、戦国時代の武将。肥前国の戦国大名龍造寺氏の重臣。肥前国佐嘉郡飯盛城主石井駿河守忠義の五男。藤兵衛尉、尾張守を称する。別名は忠房。

## 来歴
父駿河守忠義や兄和泉守忠清らと共に肥前国の有力国衆龍造寺家兼を支援。正室は国衆於保宗易の娘で、家兼の曾孫にあたる。
当初、石井氏は、肥前国小城郡主千葉氏の戚臣であったが、台頭する龍造寺氏への支持を強く主張したのは、兄たちよりも家兼の曾孫婿である兼清であった。その功績から、家兼から偏諱を授けられ、「忠房」改め、「兼清」と名乗り、重用された。
主君・家兼が病没すると、兼清はその遺言を奉じて家兼の曾孫龍造寺隆信の擁立・家督相続に主導的な役割を果たした。兼清は、隆信が出家していた宝琳院に一隊を率いて参上し、佐賀城内の自邸を御座所として迎え、還俗・元服の儀式の一切を取り仕切った。また、隆信が肥前国の国衆の叛乱により、佐賀城を追われて筑後国に亡命した際も、龍造寺氏の旧領、遺臣と連携を図って、隆信の旧領回復に貢献した。
後に、隆信は、龍造寺の水ヶ江分家から村中本家を相続するにあたり、水ヶ江分家の家督を実弟長信に譲ったが、隆信は兼清に、尾張守の官途を授けて、長信の執権（附家老）を命じた。兼清は、隆信直参のまま、長信を輔弼して水ヶ江分家を支えた。水ヶ江分家は後に佐賀鍋島藩の執政をつとめる多久家となる。
弘治3年（1557年）10月、龍造寺隆信は、宿敵である背振山一帯を根拠にした有力国衆神代勝利と交戦（鉄布峠の戦い）する。兼清も同輩の小河信安と共に一軍の将として出陣した。しかし、敵方に参陣していた山伏阿含坊という鉄砲撃ちの名手に狙撃され、戦死した。家督は嫡男大隅守周信が相続した。
なお、兼清が長信、つまり多久家の附家老になった経緯で、兼清の子孫は、多久家の重臣となった。
孫の石井六兵衛忠種は、文禄・慶長の役で補給部隊を率いて活躍し、豊臣秀吉から功績を賞されている。
子孫からは、多久家の家臣から、佐賀藩第8代藩主鍋島治茂の侍講に抜擢され、治茂の藩政改革を支えた漢学者石井鶴山を輩出している。